# Фиби Буфе
Фиби Буфе Ханиган (енгл. Phoebe Buffay Hannigan) је измишљени лик из америчког ситкома Пријатељи, један од шест главних ликова чију улогу је тумачила Лиса Кудроу. Појавила се у свих 236 епизода серије, од прве, приказане 24. септембра 1994, па све до последње, која је емитована 6. маја 2004. године. Она је масерка и музичарка која свира акустичну гитару у кафеу „Централ Парк“ и препознатљива је по свом неконвенционалном и понекада збуњеном понашању. Чак је и смислила популарну песму у серији Stinky Cat. Била је цимерка Монике Гелер пре Рејчел Грин и на тај начин је уведена у групу. Фиби је Моникина и Рејчелина најбоља пријатељица, заједно са њиховим комшијама Чендлером Бингом и Џоијем Трибијанијем и са Моникиним братом, Росом Гелером. Током девете сезоне, посредством Џоија, Фиби упознаје Мајка Ханигана, лика ког тумачи Пол Рад и са њим започиње романтичну везу. Њих двоје касније објављују веридбу и венчавају се након тога.
Фиби је рођена 16. фебруара и ћерка је Френка и Лили Буфе, али је њена биолошка мајка Фиби Абот. Има сестру близнакињу чији лик такође тумачи Лиса Кудроу. Говори неколико језика, укључујући француски и италијански.
За улогу Фиби Буфе, Кудроу је била номинована за Златни глобус, а освојила је неколико мањих награда.

## Улога
Фиби је један од шест оригиналних чланова групе који се појављује већ у првој епизоди, заједно са комшијама Чендлером Бингом (Метју Пери) и Џоијем Трибијанијем (Мет Лебланк), бившом цимерком Моником Гелер (Кортни Кокс), Рејчел Грин (Џенифер Анистон) и Моникиним братом, Росом Гелером (Дејвид Швимер). Она је музичар и свира лично написане и осмишљене песме на својој акустичној гитари у кафеу где се група обично састаје, „Централ Парку“. Током прве сезоне бива у вези са неколико момака, као што су Тони, физичар Дејвид (Хенк Азарија) и психолог Роџер (Фишер Стивенс). Фибина сестра близнакиња, Урсула Буфе, конобарица, планирана је за други ситком, али се појављује и у првој сезони Пријатеља у епизоди „Она са два дела“. Урсулин лик такође тумачи Лиса Кудроу. Фиби привремено ради као Чендлерова секретарица и обезнањено је да је особа за коју је мислила да јој је мајка, Лили Буфе, извршила самоубиство тровањем карбон моноксидом када је Фиби имала 14 година.
У епизоди „Она са Фибиним мужем“, откривено је да је Фиби шест година у браку са, наводно, геј клизачем на леду из Канаде, Данканом Саливаном, како би му обезбедила зелену карту. Њихов брак се завршава када он, на крају, долази до закључка да је хетеросексуалац и да жели да ожени другу жену. У епизоди „Она са бебом у аутобусу“, Фиби је привремено замењена у „Централ Парку“ другом, професионалном певачицом, Стефани Шифер (Криси Хинд) и у тој епизоди је такође уведена Фибина песма „Смрдљива мачка“. У епизоди „Она са Едијевим усељењем“, та песма је примећена од стране једне музичке куће која са Фиби снима спот на ту песму, али је Фибин глас у том споту замењен гласом друге певачице.
Иако су Фибине карактерне особине врло вишеструке и комплексне, њу генерално карактеришу добродушност, али и шашавост и ћудљивост. Услед трауматичног детињства које је имала, Фиби је развила детињу наивност како би се заштитила од зла која постоје у свету. Она је вегетаријанац и ватрени борац за заштиту животне средине којем недостаје искуство са „мрачном страном“ људске егзистенције. У епизоди „Она где стари Јелер умире“ је откривено да је њена мајка, Лили, увек искључивала филмове пре него што се било шта трауматично на њима може десити, као што су смрт старог Јелера и Бамбијеве мајке и и даље држи до уверења да је Деда Мраз стваран. То врло уочљиво у шаљивим ситуацијама у којима Фиби истиче свој наизглед бесконачно дуг криминални досије и везе које је остварила са подземљем и криминалом када је као мала била приморана да живи на улици.
Фиби има врло затегнут однос са својом сестром, Урсулом, са којом врло ретко комуницира. Упркос њеним безбројним покушајима да своју сестру близнакињу заинтригира за породична дешавања или неке друге ствари које би је се тицале, Фиби је увек завршавала празних руку. Када је откривено да Урсула снима порно филмове користећи Фибино име, Фиби јој се свети тако што кешира све чекове које је Урсула добила за те филмове.
Фиби је добро упозната са својим осећањима и осећањима њених пријатеља. Има врло развијен мајчински инстинкт према свом млађем брату Френку, упркос његовом недостатку интелигенције.
Упркос неслагању појединих пријатеља (нарочито Роса), Фиби је добро упозната са Њу Ејџ идејама и сујеверјима. На пример, верује да може да осети присуство своје покојне мајке у њеном старом стану или да је њен дух ушао у тело мачке, чита из шоље и изражава неслагање са Дарвиновом теоријом еволуције зато што мисли да је „превише једноставна“.
Слично краткотрајном љубавном троуглу Моника-Чендлер-Ричард, Фиби је у једном тренутку била растрзана између своје две велике љубави. Дејвид, познат као „научник“ је био у љубавној вези са Фиби у првој сезони серије, али јој слама срце када одлази у Минск на трогодишње научно истраживање. Он се такође појављује у још пар наврата у серији покушавајући да јој се врати и када његов покушај да пољуби Фиби бива осујећен од стране њеног новог дечка, Мајка. Фиби је упознала Мајка у деветој сезони, када је Џои заборавио да јој нађе пара за њихов дупли састанак, па је уместо тога викнуо Мајково име у кафићу. Након почетне романсе, пар касније раскида и Фиби поново улази у везу са Дејвидом на Барбадосу. Међутим, Мајк се појављује баш када се Дејвид спрема да запроси Фиби и он то чини уместо њега. Фиби након тога раскида са Дејвидом зато што схвата да још увек воли Мајка. Фиби иницијално одбија и Мајкову просидбу, објашњавајући како јој она није била потребна колико Мајкова потврда да њихова веза напредује. На крају се за њега и удаје.